# Comunidad de comunas del Piamonte Oloronés
La Comunidad de comunas del Piamonte Oloronés (Communauté de communes du Piémont Oloronais, CCPO en francés), es una estructura intercomunal francesa situada en el departamento francés de Pirineos Atlánticos de la región de Aquitania.

## Historia
Fue creada el 4 de noviembre de 2002 con la unión de dieciséis de las diecisiete comunas del antiguo cantón de Santa María de Olorón-Este, seis de las doce comunas del antiguo cantón de Santa María de Olorón-Oeste, y tres de las cinco comunas del antiguo cantón de Lasseube; y que actualmente forman parte, dieciséis del nuevo cantón de Santa María de Olorón-2 y nueve del nuevo cantón de Santa María de Olorón-1.

## Nombre
Debe su nombre a que la comunidad se halla ubicada en una llanura vasta situada al pie del Pirineo Bearnés, cuya denominación local de dicho accidente geográfico es la de piamonte (piémont en francés).

## Composición
La Comunidad de comunas reagrupa 24 comunas:
| Comuna                | Código INSEE | Cantón                      | Población (2012) | Superficie (km²) | Densidad (hab./km²) |
| --------------------- | ------------ | --------------------------- | ---------------- | ---------------- | ------------------- |
| Agnos                 | 64007        | Santa María de Olorón-1     | 910              | 9.17             | 99                  |
| Asasp-Arros           | 64064        | Santa María de Olorón-1     | 487              | 23.59            | 21                  |
| Bidos                 | 64126        | Santa María de Olorón-1     | 1178             | 1.36             | 866                 |
| Buziet                | 64156        | Santa María de Olorón-2     | 484              | 8.18             | 59                  |
| Escou                 | 64207        | Santa María de Olorón-2     | 372              | 6.19             | 60                  |
| Escout                | 64209        | Santa María de Olorón-2     | 431              | 9.52             | 45                  |
| Esquiule              | 64217        | Santa María de Olorón-1     | 538              | 28.58            | 19                  |
| Estialescq            | 64219        | Santa María de Olorón-2     | 262              | 5.14             | 51                  |
| Estos                 | 64220        | Santa María de Olorón-2     | 519              | 3.22             | 161                 |
| Eysus                 | 64224        | Santa María de Olorón-1     | 687              | 6.72             | 102                 |
| Goès                  | 64245        | Santa María de Olorón-2     | 578              | 4.76             | 121                 |
| Gurmençon             | 64252        | Santa María de Olorón-1     | 814              | 2.84             | 273                 |
| Herrère               | 64261        | Santa María de Olorón-2     | 360              | 8.93             | 40                  |
| Lasseube              | 64324        | Santa María de Olorón-2     | 1732             | 48.60            | 36                  |
| Lasseubetat           | 64325        | Santa María de Olorón-2     | 197              | 7.06             | 28                  |
| Ledeuix               | 64328        | Santa María de Olorón-2     | 1026             | 13.52            | 76                  |
| Lurbe-Saint-Christau  | 64360        | Santa María de Olorón-1     | 215              | 7.47             | 29                  |
| Moumour               | 64409        | Santa María de Olorón-1     | 848              | 8.05             | 115                 |
| Ogeu-les-Bains        | 64421        | Santa María de Olorón-2     | 1271             | 23.07            | 55                  |
| Poey-d'Oloron         | 64449        | Santa María de Olorón-2     | 182              | 4.79             | 38                  |
| Précilhon             | 64460        | Santa María de Olorón-2     | 362              | 6.39             | 57                  |
| Santa María de Olorón | 64422        | Santa María de Olorón-1 y 2 | 10947            | 68.31            | 160                 |
| Saucède               | 64508        | Santa María de Olorón-2     | 129              | 7.10             | 18                  |
| Verdets               | 64551        | Santa María de Olorón-2     | 278              | 5.62             | 49                  |

## Competencias
La comunidad es un organismo público de cooperación intercomunal.
Sus recursos provienen del impuesto sobre los rendimientos del trabajo único, del sistema de contribuciones que se aplica a los residuos y asignaciones y subvenciones de diversos socios.
Sus competencias en general se centran en el desarrollo económico, medio ambiental, de empleo y los servicios comunitarios a los habitantes:
- Ordenación del Territorio
  - Plan de Coherencia Territorial (SCOT, en francés).
  - Plan Sectorial.
- Desarrollo y organización económica
  - Acción de desarrollo económico de las actividades industriales, comerciales o de empleo, (apoyo de las actividades agrícolas y forestales...).
  - Creación, organización, mantenimiento y gestión de zonas de actividades industriales, comerciales, terciario, artesanal o turístico.
- Desarrollo y organización social y cultural
  - Actividades culturales y socioculturales.
  - Actividades deportivas.
  - Construcción y/u organización, mantenimiento, gestión de equipamientos o establecimientos culturales, socioculturales, socioeducativos, deportivos…, etc.
  - Transporte escolar.
- Medio ambiente
  - Saneamiento no colectivo.
  - Recogida y tratamiento de los residuos urbanos y asimilados.
  - Protección y valorización del Medio Ambiente.
- Vivienda y hábitat
  - Programa local del hábitat.
- Servicio de vías públicas
  - Creación, organización y mantenimiento del servicio de vías públicas.
- Otros
  - Adquisición comunal de material.
  - Informática, Talleres vecinales.